# Europese kampioenschappen indooratletiek 2002
De Europese kampioenschappen indooratletiek 2002 werden van 1 tot en met 3 maart 2002 gehouden in het Ferry-Dusika-Hallenstadion in de Oostenrijkse hoofdstad Wenen. Het was de derde en vooralsnog laatste maal dat de kampioenschappen in Oostenrijk werden gehouden. In 1979 was het kampioenschap ook al in het Ferry-Dusika-Hallenstadion gehouden.

## Medailles

### Mannen
| Onderdeel            | Goud                                                                   | Goud    | Zilver                                                              | Zilver  | Brons                                                                  | Brons   |
| -------------------- | ---------------------------------------------------------------------- | ------- | ------------------------------------------------------------------- | ------- | ---------------------------------------------------------------------- | ------- |
| 60 m                 | Jason Gardener Verenigd Koninkrijk                                     | 6,49    | Mark Lewis-Francis Verenigd Koninkrijk                              | 6,55    | Anatoli Dovhal Oekraïne                                                | 6,62    |
| 200 m                | Marcin Urbaś Polen                                                     | 20,64   | Christian Malcolm Verenigd Koninkrijk                               | 20,65   | Robert Maćkowiak Polen                                                 | 20,77   |
| 400 m                | Marek Plawgo Polen                                                     | 45,39   | Jimisola Laursen Zweden                                             | 45,59   | Ioan Lucian Vieru Roemenië                                             | 46,17   |
| 800 m                | Paweł Czapiewski Polen                                                 | 1.44,78 | André Bucher Zwitserland                                            | 1.44,93 | Antonio Manuel Reina Spanje                                            | 1.45,25 |
| 1500 m               | Rui Silva Portugal                                                     | 3.49,93 | Juan Carlos Higuero Spanje                                          | 3.50,08 | Michael East Verenigd Koninkrijk                                       | 3.50,52 |
| 3000 m               | Alberto García Spanje                                                  | 7.43,89 | Antonio David Jiménez Spanje                                        | 7.46,49 | Jesús España SpanjeJohn Mayock Verenigd Koninkrijk                     | 7.48,08 |
| 4x400 m              | Polen Marek Plawgo Piotr Rysiukiewicz Artur Gąsiewski Robert Maćkowiak | 3.05,50 | Frankrijk Marc Foucan Laurent Claudel Loïc Lerouge Stéphane Diagana | 3.06,42 | Spanje Carlos Meléndez David Canal Salvador Rodríguez Alberto Martínez | 3.06,60 |
| 60 m horden          | Colin Jackson Verenigd Koninkrijk                                      | 7,40    | Elmar Lichtenegger Oostenrijk                                       | 7,44    | Staņislavs Olijars Letland                                             | 7,51    |
| Verspringen          | Raúl Fernández Spanje                                                  | 8,22    | Yago Lamela Spanje                                                  | 8,17    | Petar Dachev Bulgarije                                                 | 8,17    |
| Hink-stap-springen   | Christian Olsson Zweden                                                | 17,54   | Marian Oprea Roemenië                                               | 17,22   | Aleksandr Glavatskiy Wit-Rusland                                       | 17,05   |
| Hoogspringen         | Staffan Strand Zweden                                                  | 2,34    | Stefan Holm Zweden                                                  | 2,30    | Jaroslav Rybakov Rusland                                               | 2,30    |
| Polsstokhoogspringen | Tim Lobinger Duitsland                                                 | 5,75    | Patrik Kristiansson Zweden                                          | 5,75    | Lars Börgeling Duitsland                                               | 5,75    |
| Kogelstoten          | Manuel Martínez Spanje                                                 | 21,26   | Joachim Olsen Denemarken                                            | 21,23   | Pavel Tsjoematsjenko Rusland                                           | 20,30   |
| Zevenkamp            | Roman Šebrle Tsjechië                                                  | 6280    | Tomáš Dvořák Tsjechië                                               | 6165    | Erki Nool Estland                                                      | 6084    |

### Vrouwen
| Onderdeel            | Goud                                                                               | Goud       | Zilver                                                                      | Zilver  | Brons                                                                | Brons   |
| -------------------- | ---------------------------------------------------------------------------------- | ---------- | --------------------------------------------------------------------------- | ------- | -------------------------------------------------------------------- | ------- |
| 60 m                 | Kim Gevaert België                                                                 | 7,16       | Marina Kislova Rusland                                                      | 7,18    | Georgia Kokloni Griekenland                                          | 7,22    |
| 200 m                | Muriel Hurtis Frankrijk                                                            | 22,52      | Karin Mayr-Krifka Oostenrijk                                                | 22,70   | Gabi Rockmeier Duitsland                                             | 23,05   |
| 400 m                | Natalja Antjoech Rusland                                                           | 51,65      | Claudia Marx Duitsland                                                      | 52,15   | Karen Shinkins Ierland                                               | 52,17   |
| 800 m                | Jolanda Čeplak Slovenië                                                            | 1.55,82 WR | Stephanie Graf Oostenrijk                                                   | 1.55,85 | Élisabeth Grousselle Frankrijk                                       | 2.01,46 |
| 1500 m               | Jekaterina Poezanova Rusland                                                       | 4.06,30    | Elena Antoci Roemenië                                                       | 4.06,90 | Alesia Turava Wit-Rusland                                            | 4.07,69 |
| 3000 m               | Marta Domínguez Spanje                                                             | 8.53,87    | Carla Sacramento Portugal                                                   | 8.53,96 | Jelena Zadorozjnaja Rusland                                          | 8.58,36 |
| 4x400 m              | Wit-Rusland Yekatarina Stankevich Iryna Chljoestava Anna Kozak Svjatlana Oesovitsj | 3.32,24    | Polen Anna Pacholak-Guzowska Aneta Lemiesz Anna Rostkowska Grażyna Prokopek | 3.32,45 | Italië Daniela Reina Patrizia Spuri Carla Barbarino Danielle Perpoli | 3.36,49 |
| 60 m horden          | Linda Ferga-Khodadin Frankrijk                                                     | 7,96       | Kirsten Bolm Duitsland                                                      | 7,97    | Patricia Girard Frankrijk                                            | 7,98    |
| Hink-stap-springen   | Tereza Marinova Bulgarije                                                          | 14,81      | Ashia Hansen Verenigd Koninkrijk                                            | 14,71   | Jelena Olejnikova Rusland                                            | 14,30   |
| Verspringen          | Niki Xanthou Griekenland                                                           | 6,74       | Olga Roebljova Rusland                                                      | 6,74    | Ljoedmila Galkina Rusland                                            | 6,68    |
| Hoogspringen         | Marina Koeptsova Rusland                                                           | 2,03       | Kajsa Bergqvist ZwedenDóra Győrffy Hongarije                                | 1,95    |                                                                      |         |
| Polsstokhoogspringen | Svetlana Feofanova Rusland                                                         | 4,75       | Yvonne Buschbaum Duitsland                                                  | 4,65    | Monika Pyrek Polen                                                   | 4,60    |
| Kogelstoten          | Viktoria Pavlysj Oekraïne                                                          | 19,76      | Assunta Legnante Italië                                                     | 18,60   | Lieja Koeman-Tunks Nederland                                         | 18,53   |
| Vijfkamp             | Jelena Prochorova Rusland                                                          | 4622       | Naide Gomes Portugal                                                        | 4595    | Carolina Klüft Zweden                                                | 4535    |

### Medailleklassement
| Plaats | Land                | Goud | Zilver | Brons | Totaal |
| 1      | Rusland             | 5    | 2      | 5     | 12     |
| 2      | Spanje              | 4    | 3      | 3     | 10     |
| 3      | Polen               | 4    | 1      | 2     | 7      |
| 4      | Zweden              | 2    | 4      | 1     | 7      |
| 5      | Verenigd Koninkrijk | 2    | 3      | 2     | 7      |
| 6      | Frankrijk           | 2    | 1      | 2     | 5      |
| 7      | Duitsland           | 1    | 3      | 2     | 6      |
| 8      | Portugal            | 1    | 2      | 0     | 3      |
| 9      | Tsjechië            | 1    | 1      | 0     | 2      |
| 10     | Wit-Rusland         | 1    | 0      | 2     | 3      |
| 11     | Bulgarije           | 1    | 0      | 1     | 2      |
| 11     | Griekenland         | 1    | 0      | 1     | 2      |
| 11     | Oekraïne            | 1    | 0      | 1     | 2      |
| 14     | België              | 1    | 0      | 0     | 1      |
| 14     | Slovenië            | 1    | 0      | 0     | 1      |
| 16     | Oostenrijk          | 0    | 3      | 0     | 3      |
| 17     | Roemenië            | 0    | 2      | 1     | 3      |
| 18     | Italië              | 0    | 1      | 1     | 2      |
| 19     | Denemarken          | 0    | 1      | 0     | 1      |
| 19     | Hongarije           | 0    | 1      | 0     | 1      |
| 19     | Zwitserland         | 0    | 1      | 0     | 1      |
| 22     | Estland             | 0    | 0      | 1     | 1      |
| 22     | Ierland             | 0    | 0      | 1     | 1      |
| 22     | Letland             | 0    | 0      | 1     | 1      |
| 22     | Nederland           | 0    | 0      | 1     | 1      |
| Totaal | Totaal              | 28   | 29     | 28    | 85     |

1970 ·
1971 ·
1972 ·
1973 ·
1974 ·
1975 ·
1976 ·
1977 ·
1978 ·
1979 ·
1980 ·
1981 ·
1982 ·
1983 ·
1984 ·
1985 · 
1986 · 
1987 · 
1988 · 
1989 · 
1990 · 
1992 · 
1994 · 
1996 · 
1998 · 
2000 · 
2002 · 
2005 · 
2007 · 
2009 ·
2011 ·
2013 ·
2015 ·
2017 ·
2019 ·
2021 ·
2023 ·
2025
Belgische medaillewinnaars · Nederlandse medaillewinnaars